# Liu Shanshan
Liu Shanshan (chinesisch 劉杉杉, Pinyin Liú Shānshān; * 16. März 1992 in Baoding, China) ist eine chinesische Fußballspielerin.

## Biografie
Liu begann Fußballtraining, als sie fünf war, nach ihrem Vater, der auch ein Fußballer gewesen war. Sie besuchte Hebei Normal University und spielte für China bei der 2012 FIFA U-20-Frauenweltmeisterschaft.
Am 8. Dezember 2012 machte Liu ihr Debüt für die Fußballnationalmannschaft Chinas Frauen, in einer 4:0-Niederlage gegen die Vereinigten Staaten im Ford Field in Detroit.
An der 2015 FIFA Frauen-Weltmeisterschaft nahm die 23-jährige Liu ebenfalls teil. Sie hat mindestens 51 Länderspiele absolviert. Liu beendete wahrscheinlich ihre Karriere 2022.

## Olympia 2016
Zusammen mit der Nationalmannschaft qualifizierten sie sich für die Olympischen Sommerspiele 2016 in Rio de Janeiro.